# Flieger Flab Museum
Le Flieger Flab Museum est le musée suisse de l'aviation militaire et de la défense contre avions. Il est situé à Dübendorf dans le canton de Zurich en Suisse. Il présente une collection d'une cinquantaine d'aéronefs, de matériels de défense contre avions et de divers équipements des Forces aériennes suisses.
Le musée, intégré au Air Force Center, comprend notamment Ju-Air (de), une association qui exploite trois Ju-52 avec lesquels elle propose des vols de plaisance et des vols charters, le centre de simulateur et un restaurant. Le musée est géré par le Verein der Freunde der schweizerischen Luftwaffe (VFL), l'association des amis des Forces aériennes suisses.

## Historique
De 1972 à 1978, la Direction des aérodromes militaires DAM réunit une collection d'objets des forces aériennes techniquement et historiquement importants. En 1978, le musée ouvre ses portes dans d'anciens hangar de l'aérodrome militaire de Dübendorf (de). L’association des amis du musée des Troupes d'aviation suisses (Vereins der Freunde des Museums der schweiz. Fliegertruppen VFMF) est fondée en 1979 par le directeur de la DAM, Hans Giger. La collection s'agrandit et le manque de place se fait sentir. En 1985 est décidé de construire un nouveau bâtiment grâce à une levée de fonds privés. Le toit du bâtiment en coques de béton armé est réalisé par l’ingénieur Heinz Isler. En 1987, l'association prend la relève de la Confédération pour le fonctionnement du musée.
En présence de donateurs et des membres du VFMF, le nouveau bâtiment, la halle 1, est inauguré par le conseiller fédéral Arnold Koller en 1988. En 1997, le VFMF fusionne avec l'association des amis de la dca (Verein der Freunde der Flab VF-Flab) pour former l'association des amis des Forces aériennes suisses (Verein der Freunde der schweizerischen Luftwaffe VFL) et du matériels de la DCA intègre le musée en 1998.
En avril 2000 ouvre l'exposition réaménagée dans le bâtiment principal en vue de la construction du nouveau bâtiment qui remplacera les vieux hangars. En 2002 le nouveau bâtiment, la halle 2, qui comprend deux halles est inauguré. Financé par les membres du VFL, les autorités, des sociétés et des donateurs privé, son entretien est pris en charge par la Confédération.
Entre 2003 et 2007, l'exposition est réarrangées à plusieurs reprises, avec en 2005 l'arrivée du simulateur du Pilatus P-3 et le premier simulateur civil de parachutisme d'Europe, et en 2007, un simulateur de Boeing 737. En avril 2009, le musée reçoit le prix Pro Aero pour son excellence dans son domaine. En été 2010, le simulateur biplace Mirage IIIDS est mis en service. En 2011, le musée fête les 75 ans de la DCA suisse. Le gate guardian du musée, un De Havilland Vampire est remplacé par un Northrop F-5E Tiger II aux couleurs de la Patrouille Suisse le 10 avril 2012.
En 2014, le hangar 8 de l'aérodrome est intégrée au musée et une construction la réunissant à la halle 2 permet de crée la halle DCA, le 18 avril 2015 le tout est ouvert au public. En 2017 est mise en service le simulateur Boeing 747-300 avec un cockpit d'origine provenant d'un avion de Qantas.

## Collections

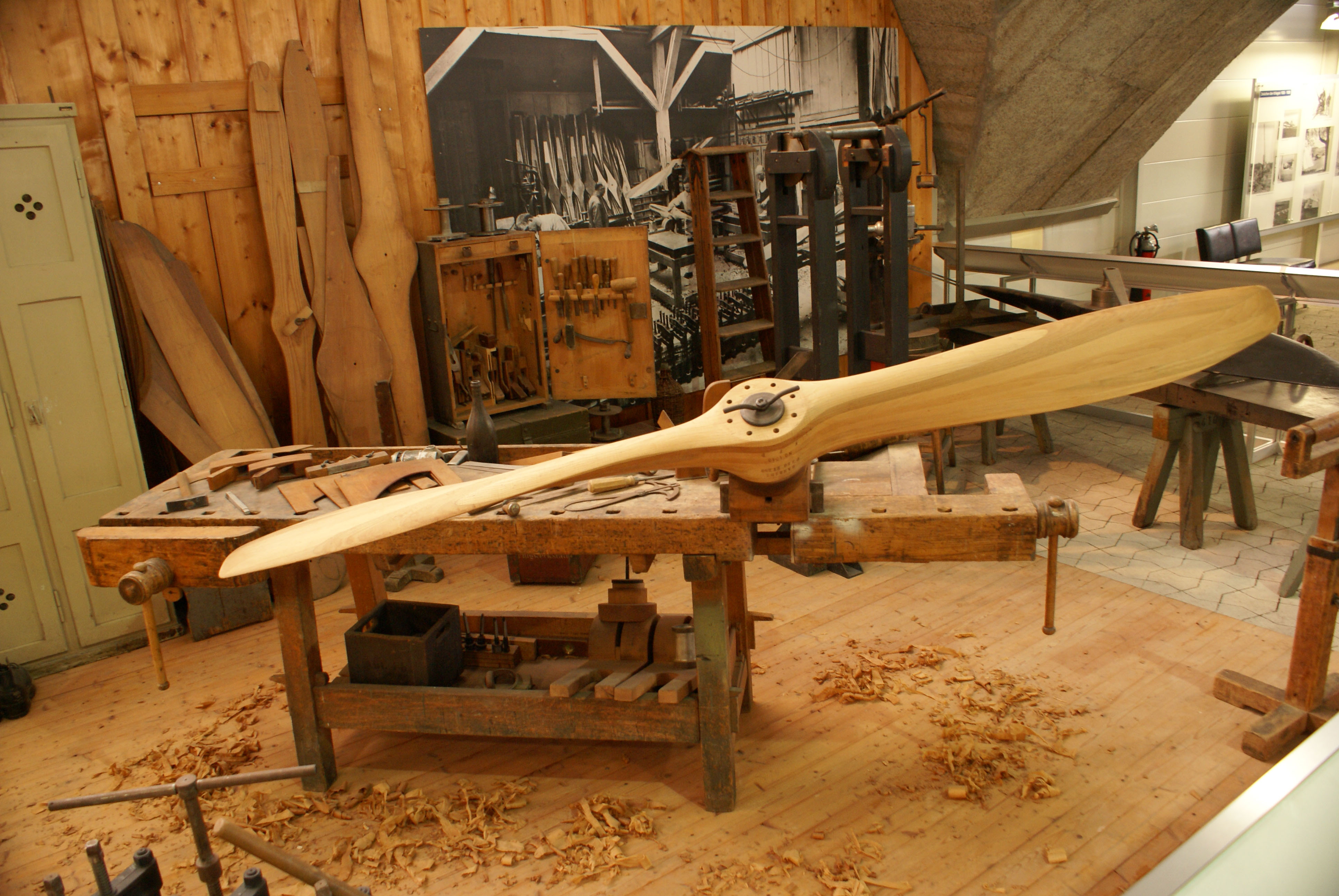
Reconstitution d'un atelier de fabrication d'hélices dans la halle 1.

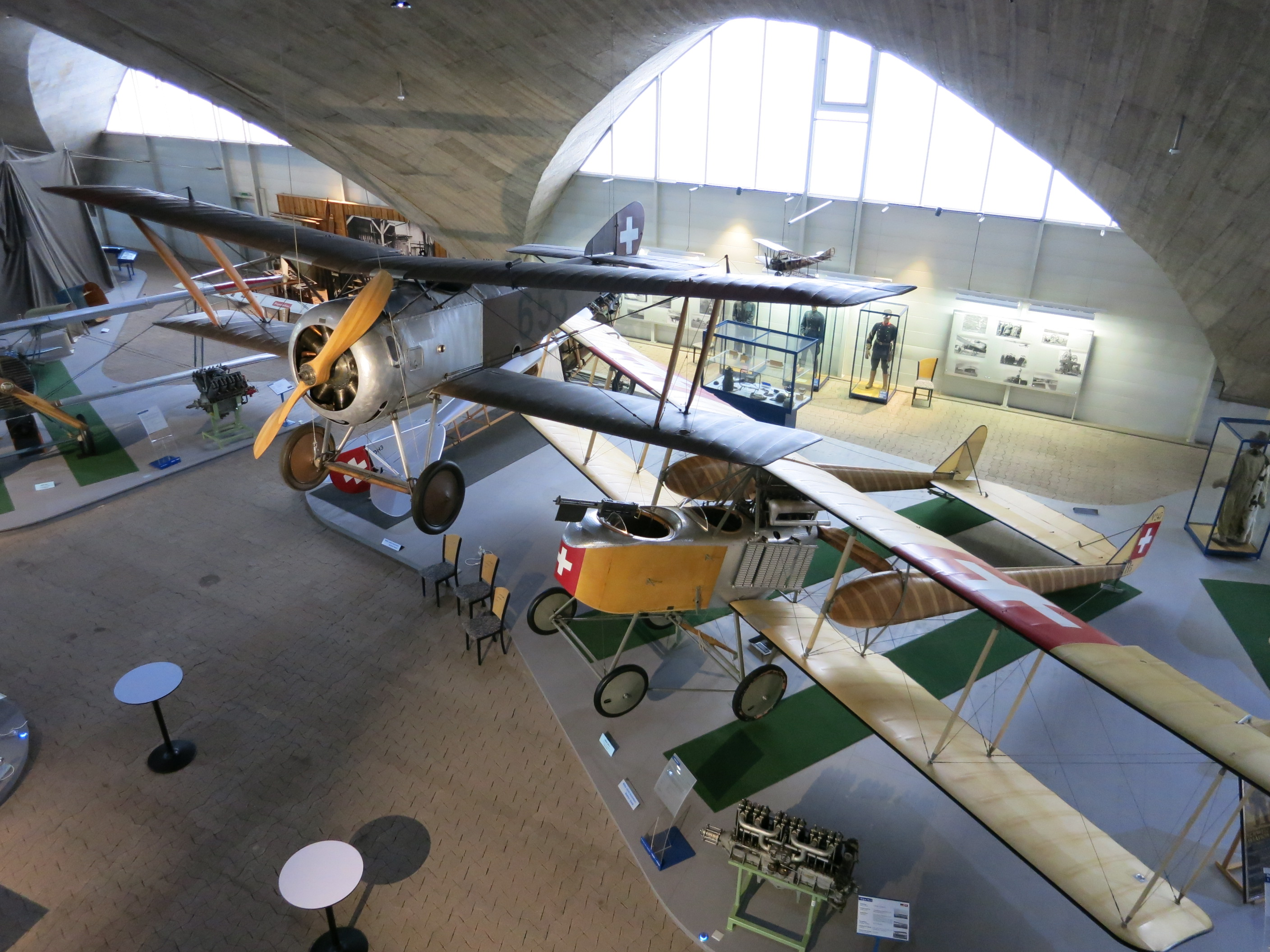
Hanriot HD 1 et réplique d'un Häfeli DH-1 dans la halle 1.

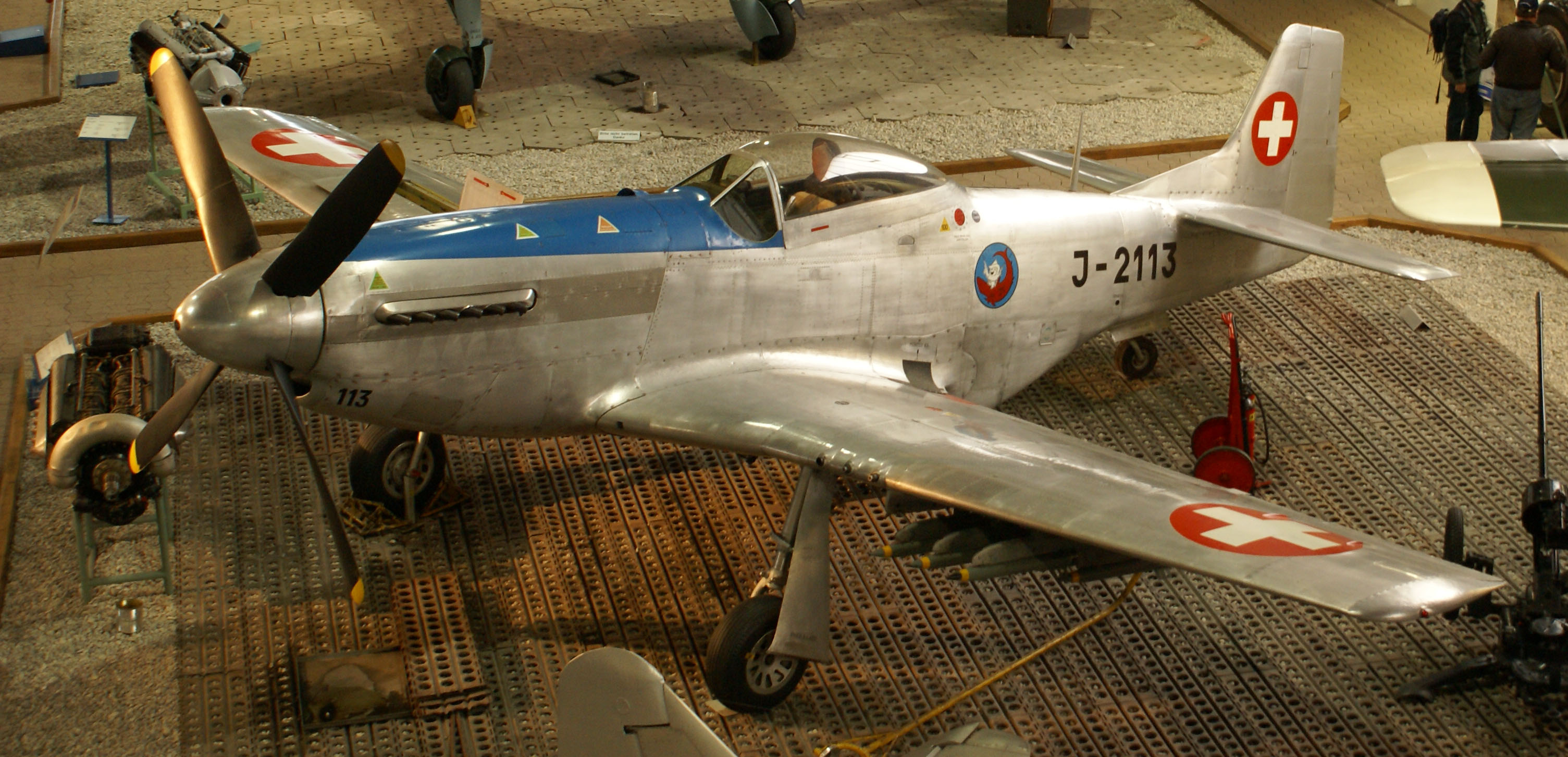
P-51 Mustang dans la halle 1.

- Entrée : Northrop F-5E Tiger II (J-3096) marqué J-3013, sur un support au couleur de la Patrouille Suisse. Il remplace un De Havilland Vampire FB6, s/n 635 / J-1126.
- Halle d'entrée : Bücker Jungmeister Bü 133C, s/n 8 / U-61 (1937)
- Halle 1[3],[4],[5],[6]
  - Hiller UH-12B Raven, s/n 387 / V-11 (KAB-202). En service de 1952 à 1959.
  - 1900 - 1918 - Le temps des pionniers et Première Guerre mondiale
    - Ballon d'observation
    - Blériot XI
    - Häfeli DH-1 EKW Thoune 1916, réplique / 245
    - Häfeli DH-3 EKW Thoune
    - Nieuport 28C-1 « Bébé », s/n 6212 / 607

  - 1919 - 1939 - Entre-deux-guerres
    - Hanriot HD 1, 653. En service de 1922 à 1930.
    - Häfeli DH-5 M V EKW Thoune, s/n 469 / 165. En service de 1924 à 1940.
    - Fokker D.VII 1929, 640
    - Fokker C.V-E 1933, s/n 5261 ou 21? / 331 (C-331 après 1934). En service de 1933 à 1954.
    - Dewoitine D.27 III, 1935, (J-)257. En service de 1935 à 1944.
    - Bücker Bü 131B, s/n 64 / A-51. En service de 1939 à 1971.
    - Messerschmitt Bf 108-B Taifun 1939, s/n 2064 / A-209. En service de 1939 à 1959.

  - 1939 - 1950 - Seconde Guerre mondiale et au-delà
    - EKW C-35 1939, s/n 395 / (C-)180
    - Messerschmitt Bf 109E-3a, s/n 2422 / J-355. En service de juin 1939 à 1949.
    - Morane-Saulnier D-3800 1940
    - Bücker Bestmann Bü.181B-1 Sk25, s/n 25027 / (ex-D-EDOC, ex-Force aérienne suédoise 5-227), marqué A-251
    - EKW C-3603-1, s/n 314 / C-534. En service de 1944 à 1971.
    - Morane-Saulnier D-3801 EKW, s/n 66 / J-276. En service jusqu'en 1949.
    - Fieseler Fi 156C-3 Storch, S/N 1685 / 1944 / A-100, 1945 - 1962
    - North American P-51D Mustang, S/N 122-39808 / J-2113
    - Canon anti-aérien de 20 mm Oerlikon 1937
    - Canon anti-aérien de 34 mm W+F 1938
    - Canon anti-aérien de 7,5 cm 38 K+W
    - Canon anti-aérien de 20 mm W+F 1938
    - Canon anti-aérien de 20 mm HS 1943
    - Autres matériels de DCA

  - Histoire du secours aéroporté
  - Swiss Air Force Info Center
  - Simulateur Pilatus P-3, cockpit

- Halle 2
  - Hélicoptères et avions à hélice

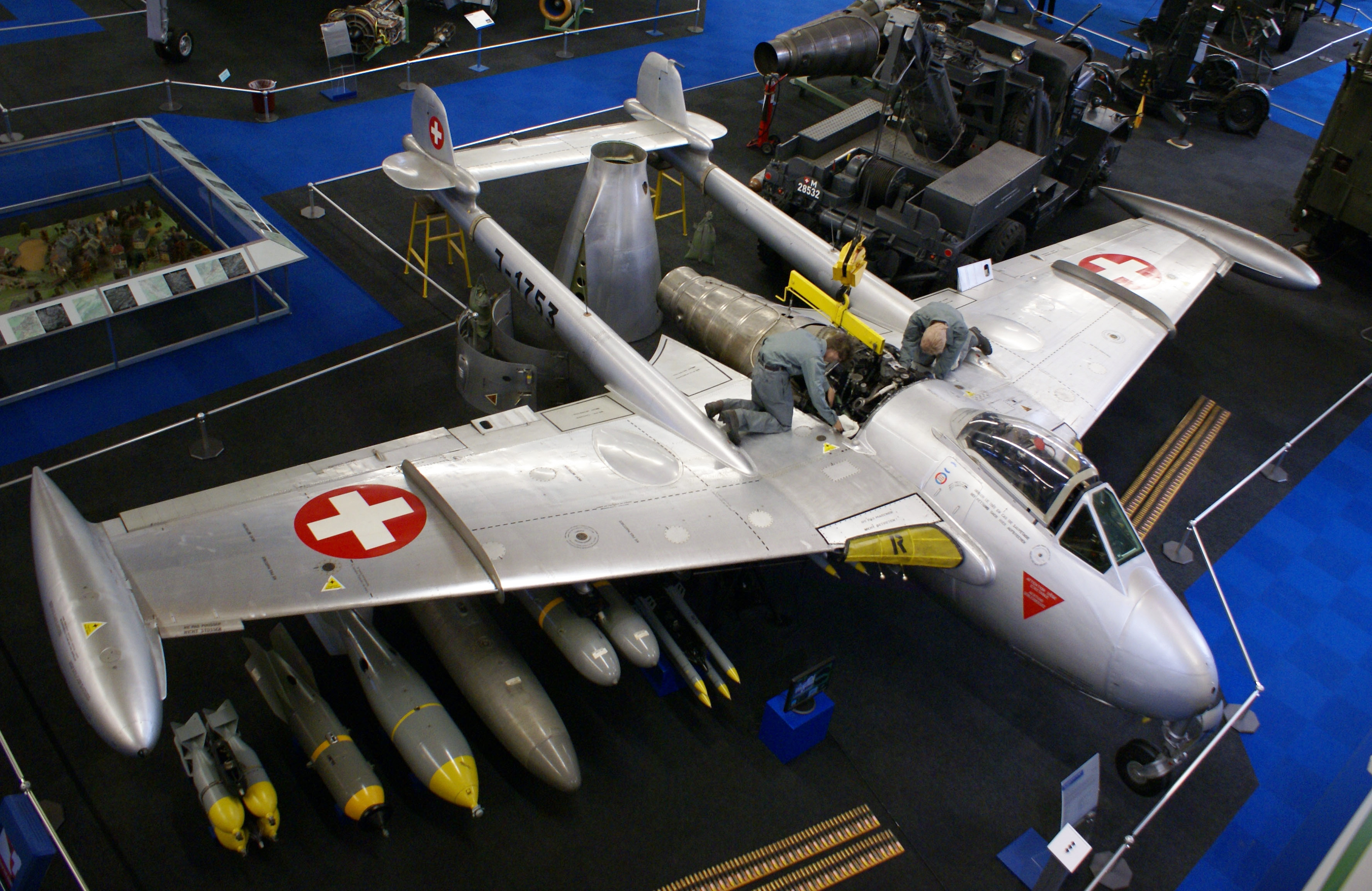
De Havilland DH-112 Mk 4 Venom dans la halle 2.

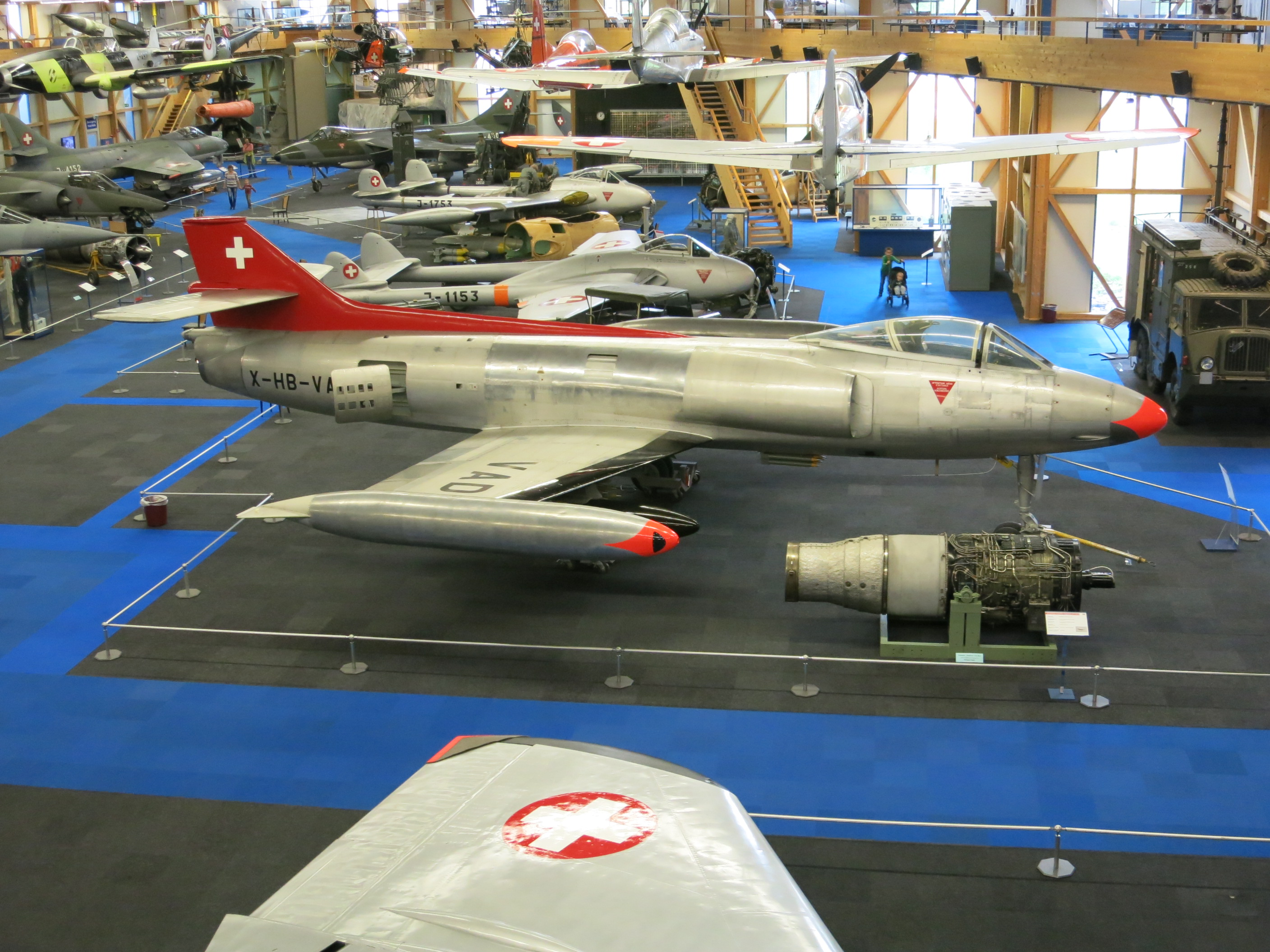
La halle 2 avec le FFA P-16 FFA au premier plan

    - Sud Djinn SO.1221S, 1958, s/n FR-80/1030? ou FR-56? / V-23
    - Sud-Aviation SE-313B Alouette ll, s/n 1237 / V-49
    - Sud-Aviation SE-3160 Alouette III, s/n 147/1093 / V-271
    - EFW C-3605, s/n 277 / C-497. Tracteur de cible. En service de 1972 à 1987.
    - Pilatus P-2.06, 1949, s/n 51 / U-105, immatriculé U-134 à partir de 1965
    - Pilatus P-3.05, s/n 318 / A-801. En service de 1958 à 1985.
    - Pilatus PC-7 Turbo Trainer, s/n 509-58 / A-901. Prototype du PC-7, il s'agissait du Pilatus P-3 A-871. En service de 1979 à 1988.
    - Beechcraft Model C-45F/C-18S, s/n 8362 / HB-GAC (B-8 avant 1952). Au service au sein des Troupes d'aviation et Office fédéral de la topographie de 1948 à 1967 (stocké?).
    - Pilatus PC-6/H2M Porter, (V-615 / s/n 635 / 1967)

  - L'âge des jets à partir de 1949
    - N-20.2 Arbalète[7]
    - EFW N-20. 10 Aiguillon
    - De Havilland Vampire DH.100 FB.6, S/N 662 / J-1153. En service de 1952 à 1988.
    - De Havilland Venom DH.112 FB.54, S/N 923 ou 403? / J-1753. En service de 1957 à 1988.
    - De Havilland Vampire DH.100 R
    - Cockpit du De Havilland Vampire DH.112, J-1751
    - Dornier Do 27H2, S/N 2014 / V-607
    - Hawker Hunter Mk 58, s/n 41H-679911 / J-4001. Premier Hunter remis au Forces aériennes, en service de 1958 à 1994.
    - Hawker Hunter F Mk 58A, s/n 41H-670683 / J-4152. Dernier Hunter remis au Forces aériennes, en service de 1975 à 1990.
    - FFA P-16 Mk 3, S/N 05 / X-HB-VAD (J3005)

  - Avion supersonique à partir de 1966
    - Dassault Mirage IIIS, S/N 17-26-132/1025 / J-2335. En service de 1966 à 1999.
    - Dassault Mirage IIIRS, S/N 17-26-150/1038 / R-2118
    - Northrop F-5E Tiger II, s/n L.1098/81-0857 / J-3098. En service de 1985 à 2015.
    - Hawk Mk.66, s/n SW001 / U-1251
    - Drone ADS-95 Ranger, D-101

  - Armements d'aéronefs, DCA et autres équipement
    - Saurer M6 (en) véhicule radio
    - Grenadiers-parachutistes
    - Canon de 20 mm Oerlikon jumelés 1954
    - Missile RSA (de)
    - Radar FLORIDA et station de contrôle
    - Missile BL-64 Bloodhound

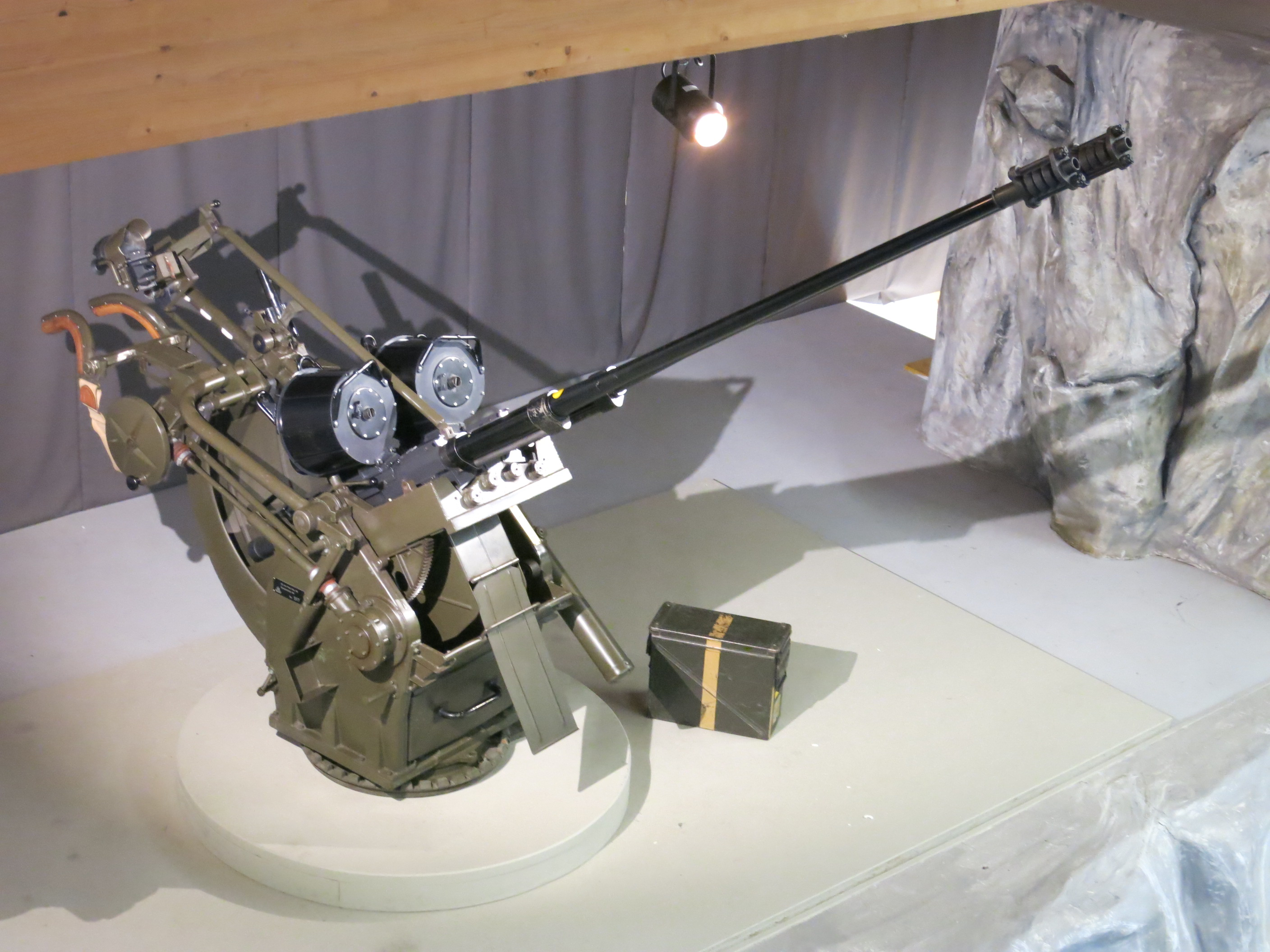
Canon de 20 mm Oerlikon jumelés 1954
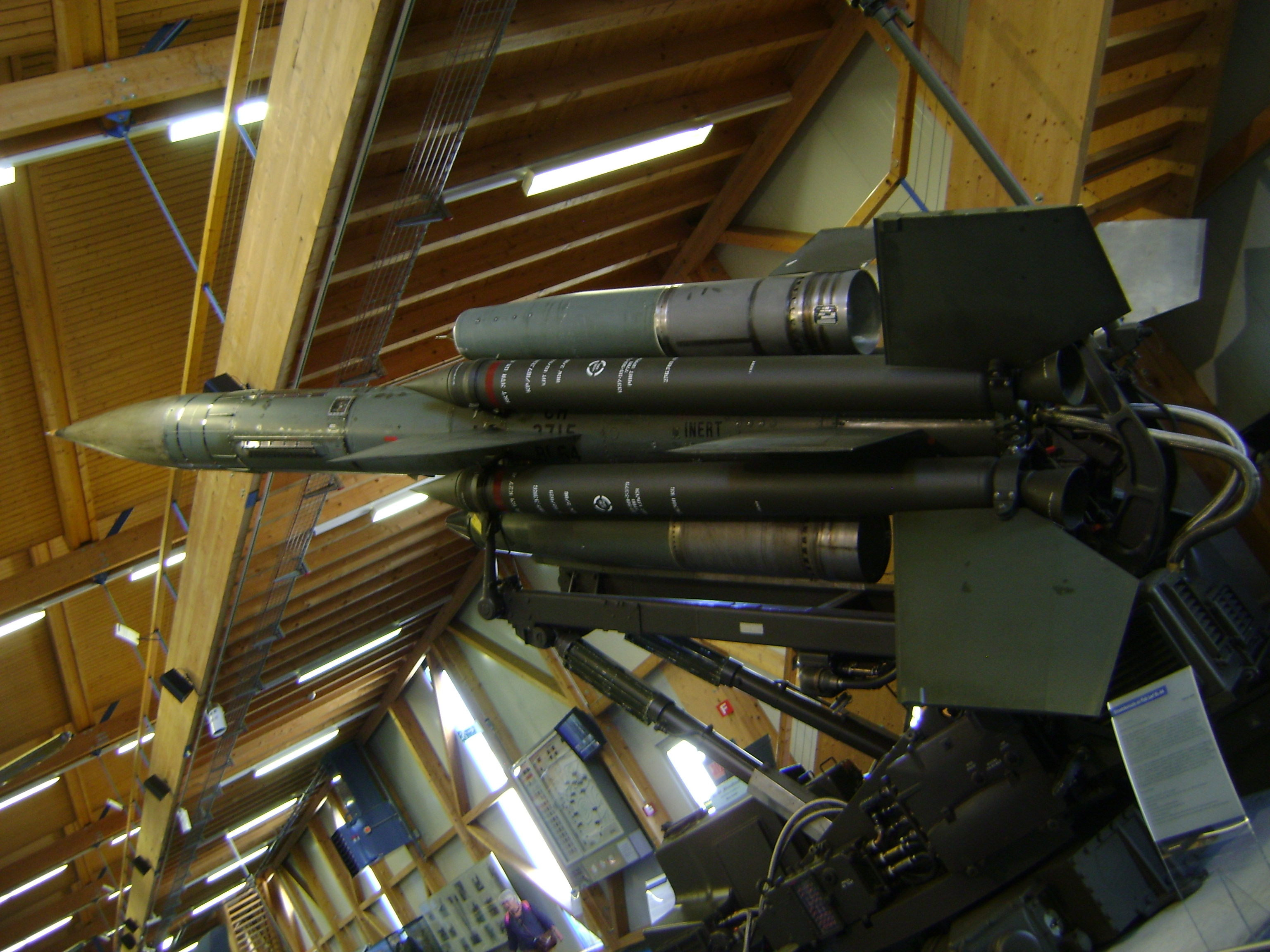
Missile BL-64 Bloodhound
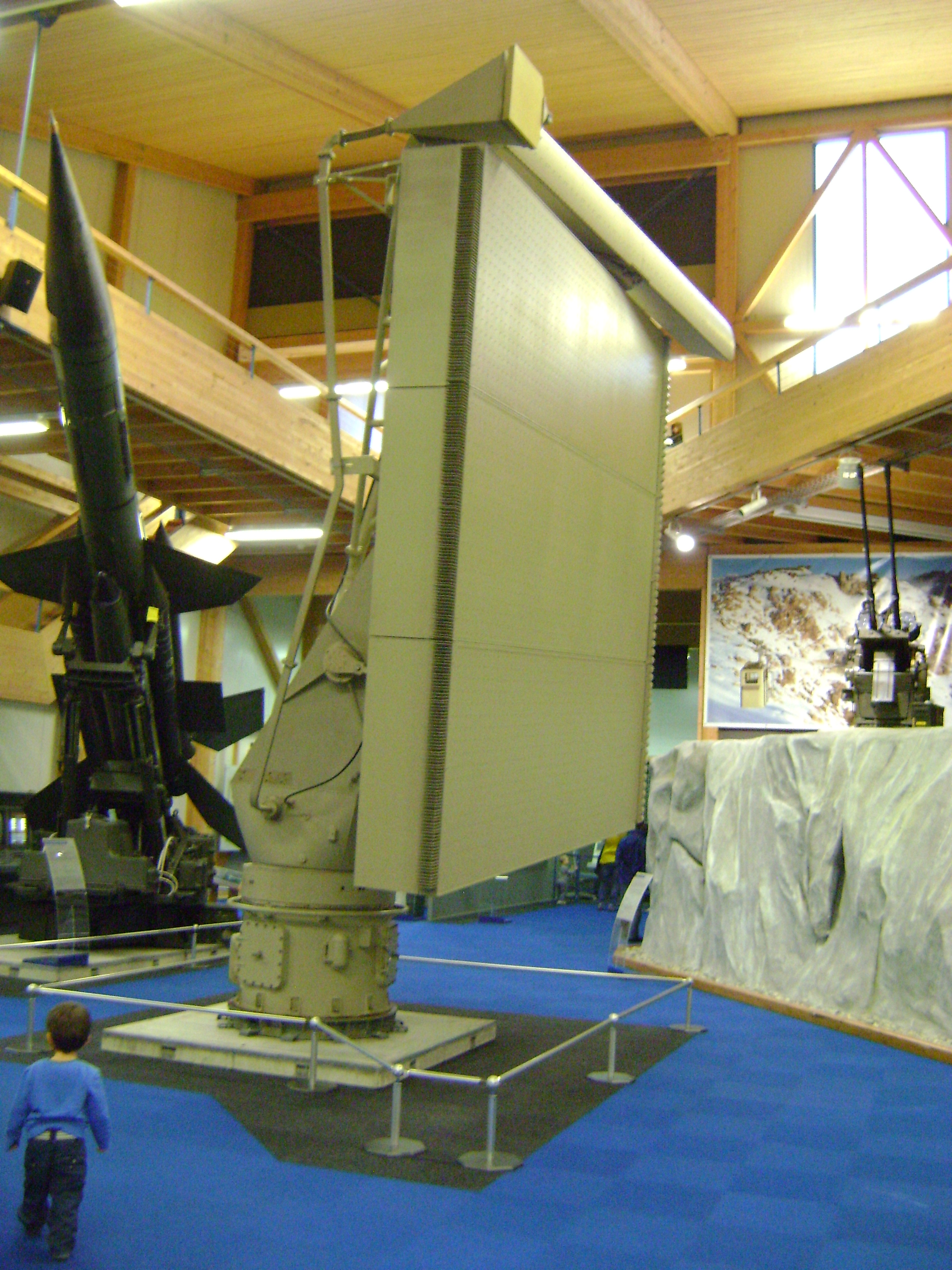
Radar FLORIDA
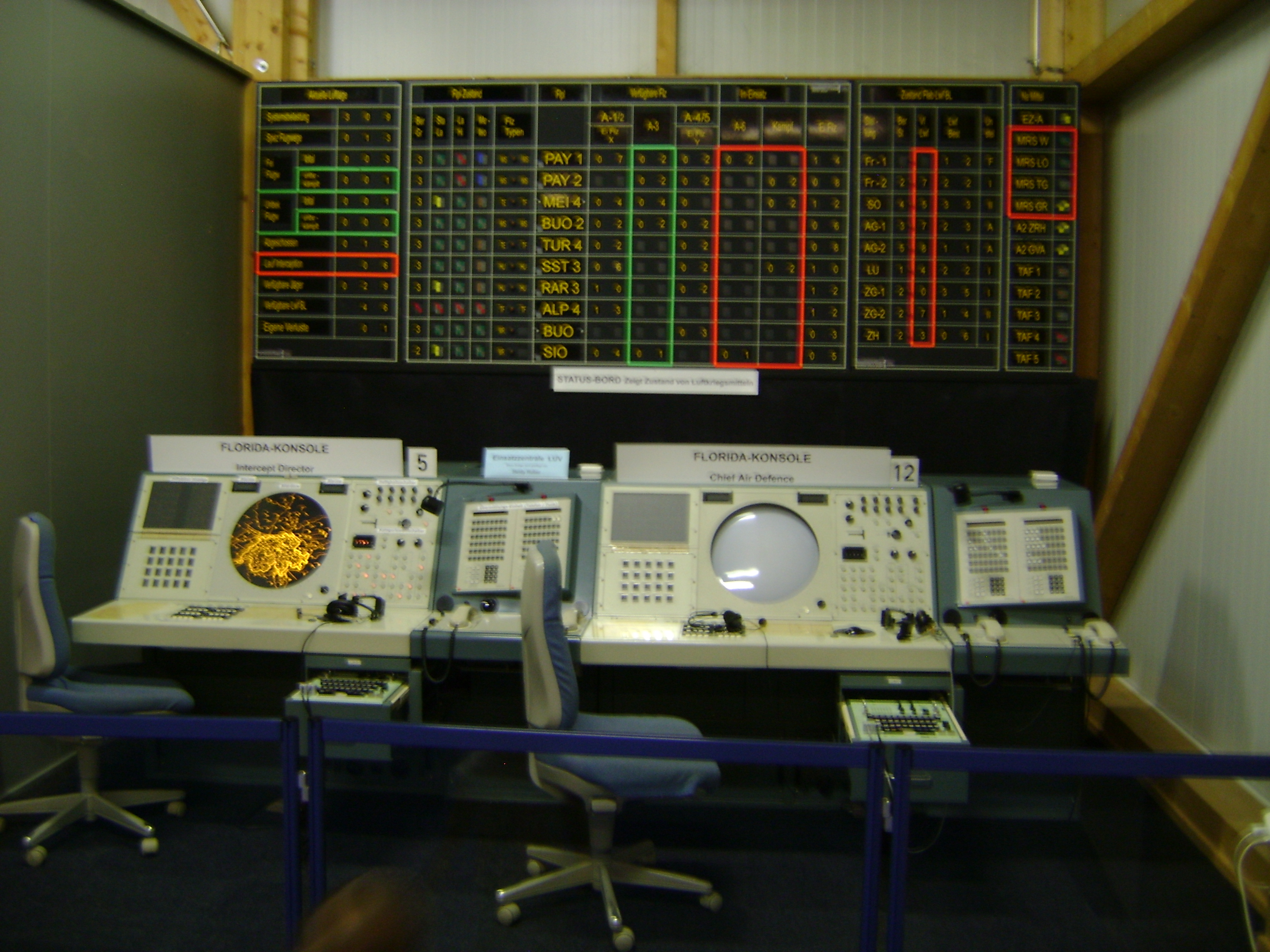
Station de contrôle FLORIDA

- Halle de la défense contre avions
  - Canon 20mm de manipulation Hispano 43-57
  - Radar LGR-1 (de)
  - Canon de 20 mm Oerlikon 1954
  - Système de surveillance et de gestion de l'espace aérien (de)
  - Radar de conduite de tir Mark VII (de)
  - Radar d'allocation cible TPS-1E (de) (Zielzuweisungsradar TPS-1E)
  - RSE Kriens (missile) (de)
  - Canon jumelé Oerlikon 35 mm 63-75
  - Appareil de conduite du tir 63 (de) Superfledermaus de Contraves (ap cond tir 63), Feuerleitgerät 63, Flt Gt 63), 111 exemplaires en service de 1965 à 1977.
  - Simulateur Rapier

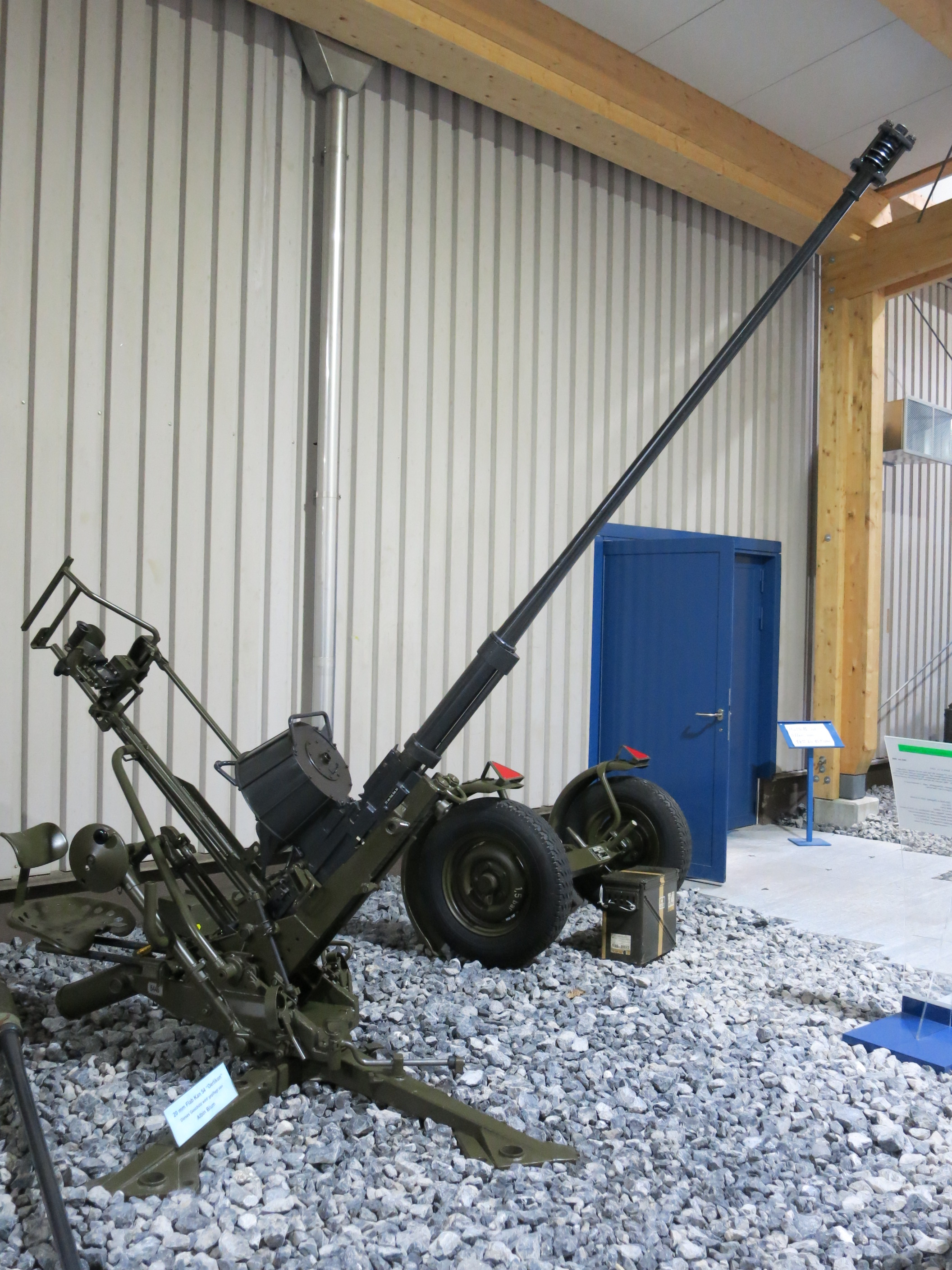
Canon de 20 mm Oerlikon 1954
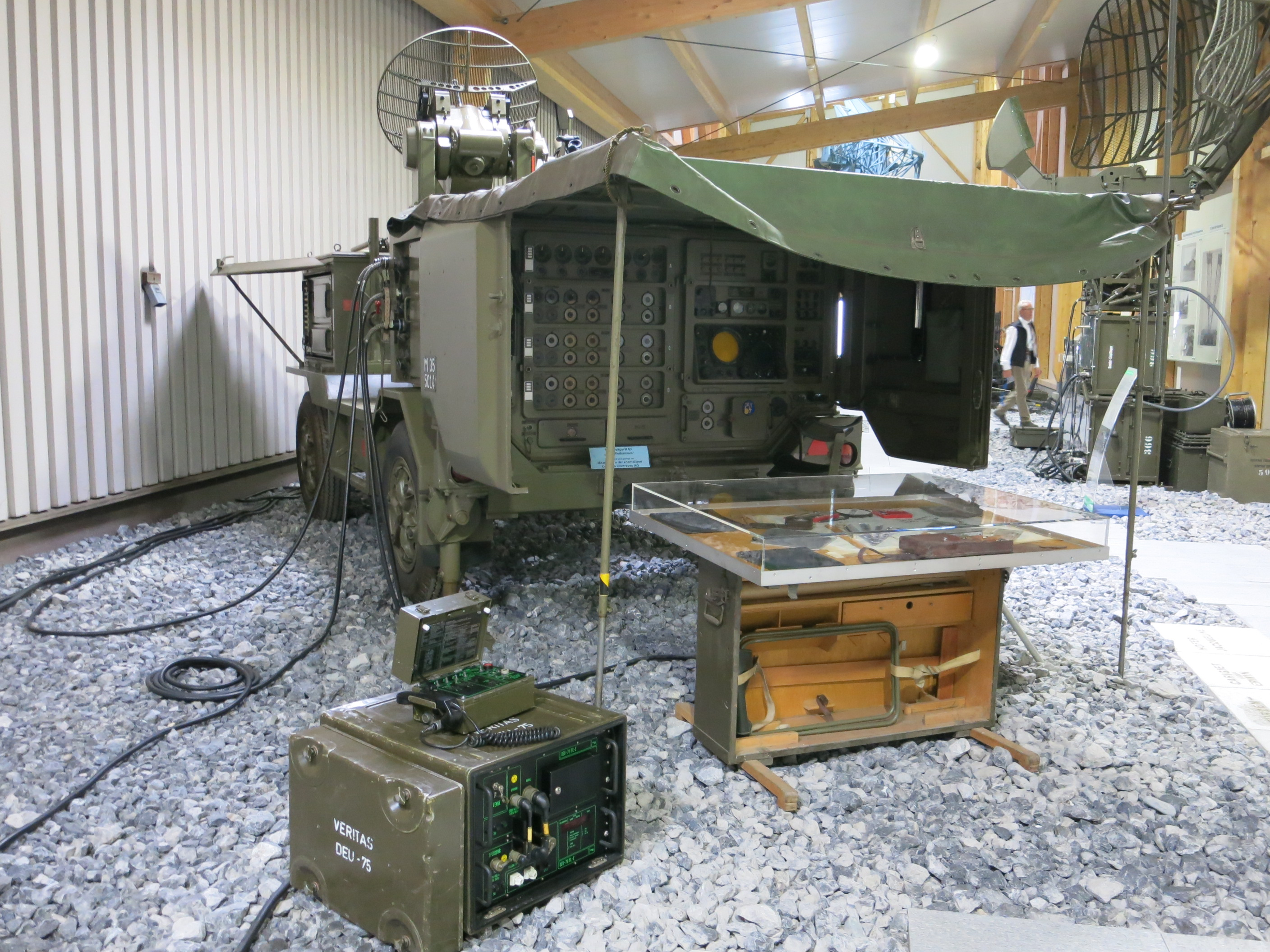
Un appareil de conduite du tir 63.
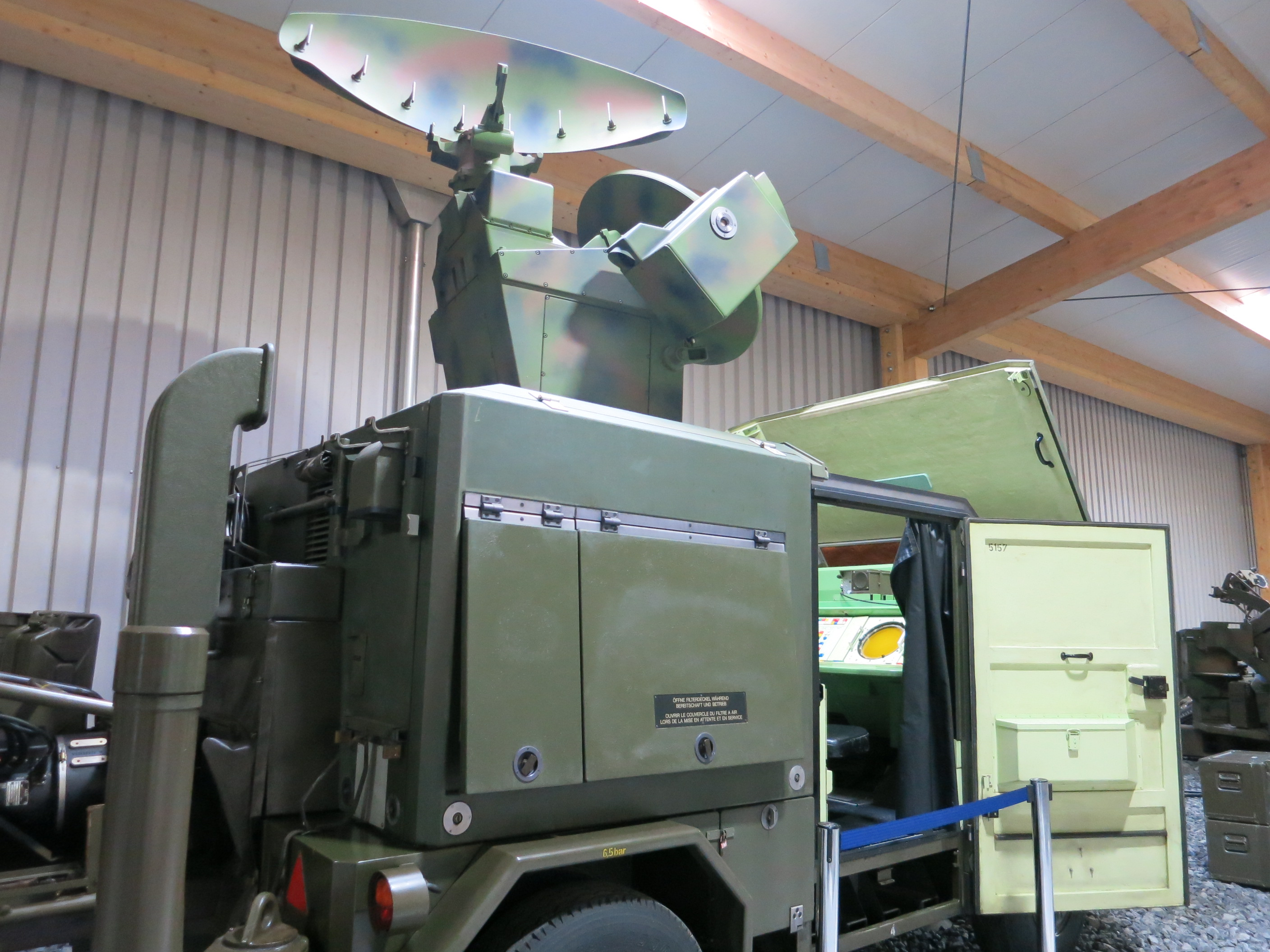
Système de conduite de tir 75 Skyguard pour le guidage des unités de feu de canons DCA 35 mm
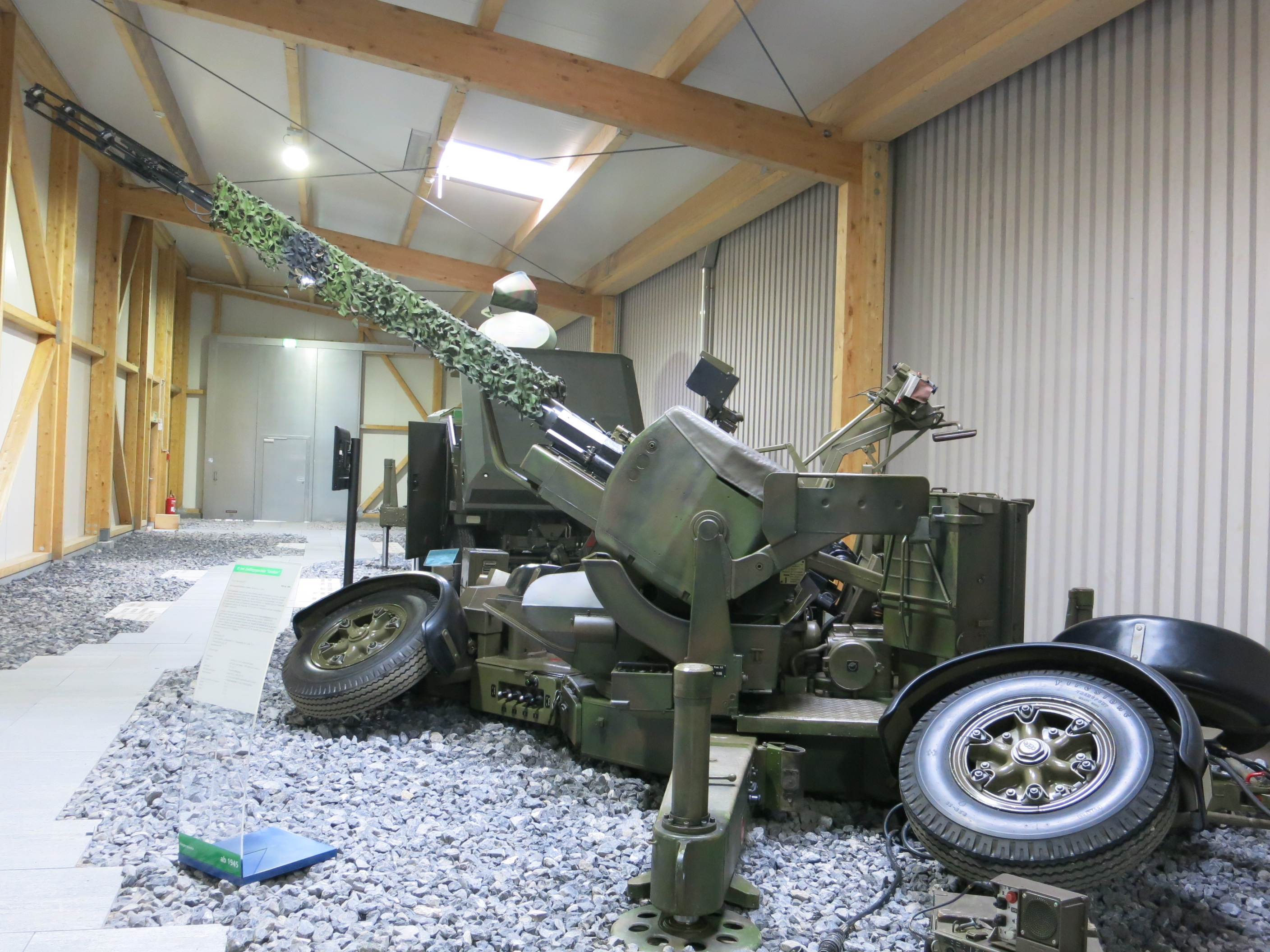
Canon jumelé Oerlikon 35 mm 63/75

- Halle 8
  - Collections de moteurs : Plus de 80 moteurs à piston et plus d'une douzaine de moteurs à réaction.
    - Au plafond: Comte Alfred AC-4A, s/n 33 immatriculé HB-USI (ex. CH-249) de la Swissair

  - Autres avions, munitions, matériels et équipement des Forces aériennes suisses
    - North American T-6 IIB Texan, s/n 14-545 / U-328. En service de 1949 à 1968.
    - Beech Twin Bonanza E50, s/n EH-58 / A-713. En service de 1957 à 1989.
    - De Havilland Venom FB.50 Mk.1R, s/n 852 / J-1642. Venom de reconnaissance, en service de 1956 à 1983.
    - De Havilland DH-115 Mk 55 (T.55), S/N 984 / U-1224, en service de 1959 à 1988
    - Hawker Hunter Trainer MK68, s/n XE702 / J-4204 avec nacelle de contre mesure électronique (ECM). Biplace en service de 1975 à 1994. Escadrille d'aviation 24 (en)
    - Sud-Aviation SE-3160 Alouette IIIB, s/n 136/1082 / V-260. En service de 1973 à 1991, accidenté au Brüsti (UR).
    - Pilatus PC-9, s/n 119 / C-401. En service de 1988 à 2012.
    - BAe Hawk Mk.66, s/n SW001 / U-1251. En service de 1990 à 2002

### Réserves
- C-3605, s/n 337 / C-557 En service de 1972 à 1987. Stocké à Alpnach (de).
- Bücker Bü 131B, s/n 75 / A-62. En service de 1939 à 1960.
- De Havilland DH 100 Vampire FB6, S/N 635 / J-1126. En service de 1951 à 1988. Gate guardian jusqu'au 10 avril 2012, il a été remplacé par un F-5E Tiger II (J-3096) marqué J-3013.
- De Havilland DH 100 Mk 6 Vampire, J-1198 (accidenté).
- Vampire J-1580, situé à Lodrino, (cockpit au 1re étage de la halle 2?)
- De Havilland Venom, cockpit du S/N 401 / J-1751 (accidenté) exposé dans la halle 2?
- De Havilland DH-115 Mk 11/55, S/N 863 / U-1203 (U-1003), en service de 1959 à 1991. Ancien simulateur du musée.
- Pilatus P-3.03, s/n 320 / A-803. En service de 1956 à 1991. (1re étage de la halle 1?)
- Hawker Hunter Mk. 58, S/N 41H-691768 / J-4020. En service de 1959 à 1994.
- Northrop F-5F Tiger II, s/n M.1002/76-1593 / J-3202. En service de 1976 à 2016.
- Rockwell Grand Commander 680FL, HB-GCB. En service de 1976 à 1993 au sein de l'Office fédéral de la topographie.
- Nord 1200 Norécrin, s/n 123 / HB-H01 (V-653). En service de 1948 à 1954.
- Sud-Aviation SE-3160 Alouette III, V-203?
- Dornier Do 27, S/N 2008 / V-601
- Drone IAI Scout, immatriculé AD-04
- Pilatus PC-7, s/n 136 / A-902. En service de 1979 à 2009.

### Anciens aéronefs
- De Havilland D.H. 100 Mk 6 Vampire, s/n 960 / J-1049. En service de 1950 à 1969. Sur un socle à proximité du musée dans les années 1970, il est liquidé en 1984.
- Dassault Mirage IIIC, s/n 17-26-132/1025J-2201. Avion test, il intégra le musée en 1980. Il est aujourd'hui exposé au Fahrzeug-Museum Bäretswil (de).

## Air Force Center
- Centre de simulateurs
  - Pilatus P-3, cockpit (halle 1 du musée)
  - Boeing 737 : basé sur un cockpit de United Airlines avec un écran 180°.
  - Dassault Mirage IIIDS, MD470/227F / J-2011. En service de 1983 à 2003.
  - F/A-18C.
  - Boeing 747-300 Jumbo Jet à partir de mai 2017, avec écran de 130°. Le cockpit, d'origine, était celui du Boeing 747-338 VH-EBW (c/n 23408) de Qantas.
- Restaurant "Holding"
  - le "Flüügerstübli", restaurent au cœur des avions de la halle 1.

### Ju-Air

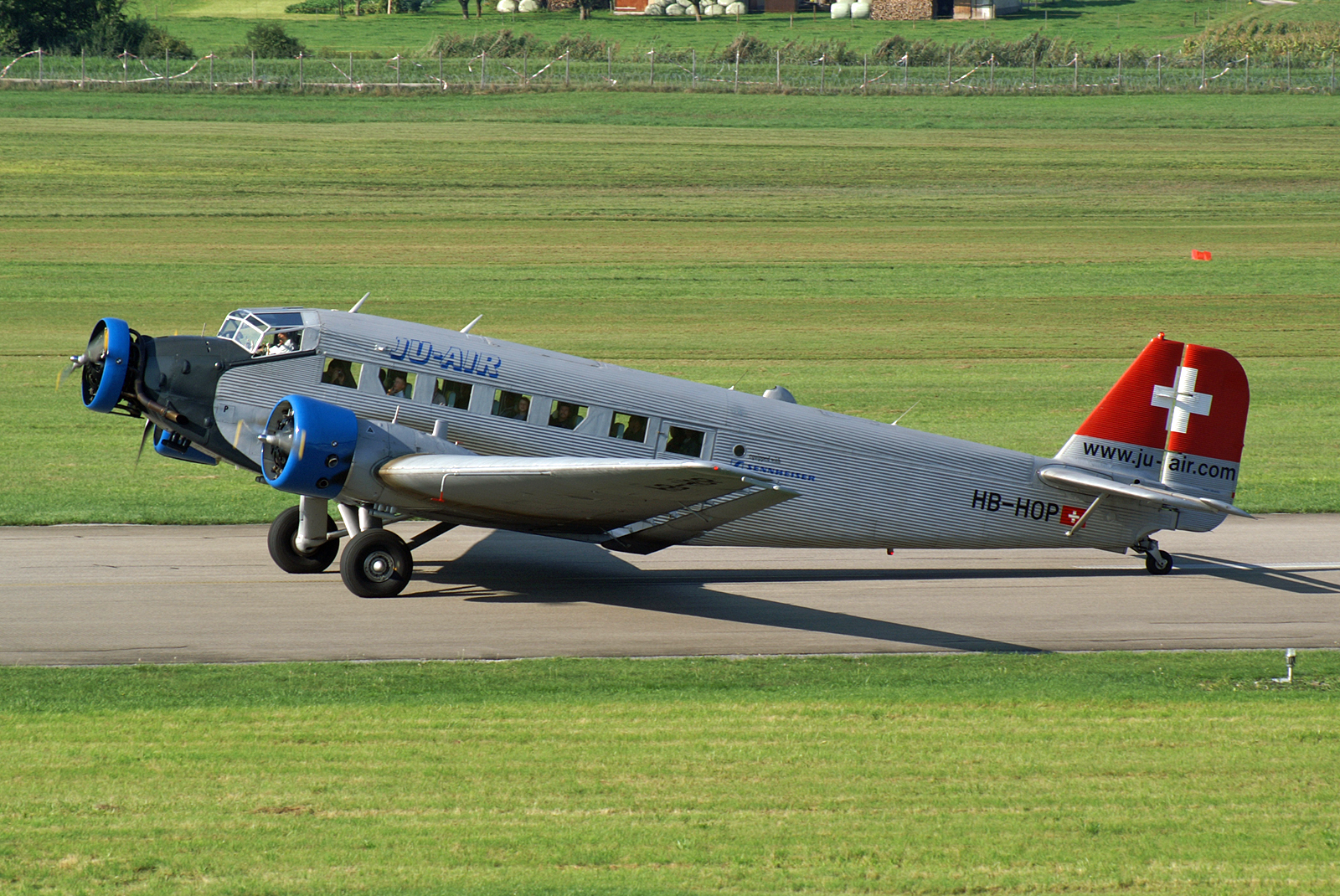
Le Ju 52 HB-HOP de Ju-Air à l'aéroport de Bern-Belp en 2005.

L'association Ju-Air (de) propose des vols de plaisance et des vols charters. Pour ce faire elle exploite trois Tante Ju, soit deux Junkers Ju 52/3m g4e et un Casa 352/A3, qui emmènent 3 membres d'équipage, dont 2 pilotes, et jusqu'à 17 passagers. Dans le monde, seuls sept Ju 52 sont en état de vol (en).
- Junkers Ju 52/3m g4e
  - HB-HOS (s/n 6580), immatriculé le 26 août 1982 par Verein der Freunde der schweizerischen Luftwaffe (VFL)[9]. Fabriqué en 1939, il est en service de 1939 à 1981 dans les Troupes d'aviation suisses sous l'immatriculation A-701.
  - HB-HOP (s/n 6610), immatriculé le 15 octobre 1982 par Verein der Freunde der schweizerischen Luftwaffe (VFL)[10]. Fabriqué en 1939, il est en service de 1939 à 1981 dans les Troupes d'aviation suisses sous l'immatriculation A-703.
- Casa 352/A3
  - HB-HOY (s/n 96), immatriculé HB-HOY le 27 juin 1997. Construit en 1949, cet appareil était auparavant exposé sur la plate-forme d’observation de l’aéroport de Düsseldorf en Allemagne avec l'immatriculation D-CIAK. Une association allemande, l’association des amis des aéronefs historiques (Verein der Freunde, historische Luftfahrzeuge e.V), et Ju-Air ont permis de refaire voler l'appareil. Remotorisé avec ses moteurs BMW d'origines, l'association allemande en est propriétaire et il est exploité par Ju-Air[11]. Depuis la construction du Hangar Hugo Junkers (de) en 2015 sur l'aéroport de Mönchengladbach en Allemagne, le Ju 52 HB-HOY y est stationné.

Le Junkers Ju 52/3m g4e (s/n 6595) immatriculé HB-HOT s'est écrasé le 4 août 2018 tuant les 20 occupants de l'appareil. Construit en 1939, il vola avec l'immatriculation A-702 au sein des Troupes d'aviation suisses jusqu'en 1981. Acquis par Ju-Air la même année, il est immatriculé HB-HOT le 29 juillet 1985. Cet appareil a notamment été utilisé dans les films Quand les aigles attaquent de 1968 et Walkyrie de 2008. En 2012, il avait réalisé un voyage aux États-Unis.